# Romaric Rogombé
Romaric Rogombé (25 de novembro de 1990) é um futebolista profissional gabonense que atua como atacante.

## Carreira
Romaric Rogombé fez parte do elenco da Seleção Gabonense de Futebol na Campeonato Africano das Nações de 2015.